# Nowa Wieś (powiat kolbuszowski)
Nowa Wieś – wieś w Polsce położona w województwie podkarpackim, w powiecie kolbuszowskim, w gminie Kolbuszowa.
W latach 1975–1998 miejscowość administracyjnie należała do województwa rzeszowskiego.
| SIMC    | Nazwa | Rodzaj    |
| ------- | ----- | --------- |
| 0652352 | Borek | część wsi |

Nieoficjalne nazwy części wsi:
- Przy Brzezówce
- Za Gościńcem

Nazwy obiektów fizjograficznych:
- las – Krokiew, Zagórze.

## Sąsiednie miejscowości
- Brzezówka
- Kolbuszowa
- Trześń
- Siedlanka
- Świerczów
- Zapole